# San Francisco (Agusan del Sur)
San Francisco es un municipio de la provincia de Agusan del Sur en Filipinas. Según el censo del año 2000 da una población de 56,968 personas.

## Barangayes
San Francisco se divide administrativamente en 27 barangayes.
| - Alegría - Bayugan - Borbon - Caimpugan - Ebro - Hubang - Lapinigan - Lucac - Mate - New Visayas - Pasta - Pisa-an - Barangay 1 (Población) - Barangay 2 (Población) | - Barangay 3 (Población) - Barangay 4 (Población) - Barangay 5 (Población) - Rizal - San Isidro - Santa Ana - Tagapua - Bitan-agan - Buenasuerte - Das-agan - Karaus - Ladgadan - Ormaca |

- Datos: Q627190
- Multimedia: San Francisco, Agusan del Sur / Q627190

1. ↑  Worldpostalcodes.org, código postal n.º 8501.